# 水葬法

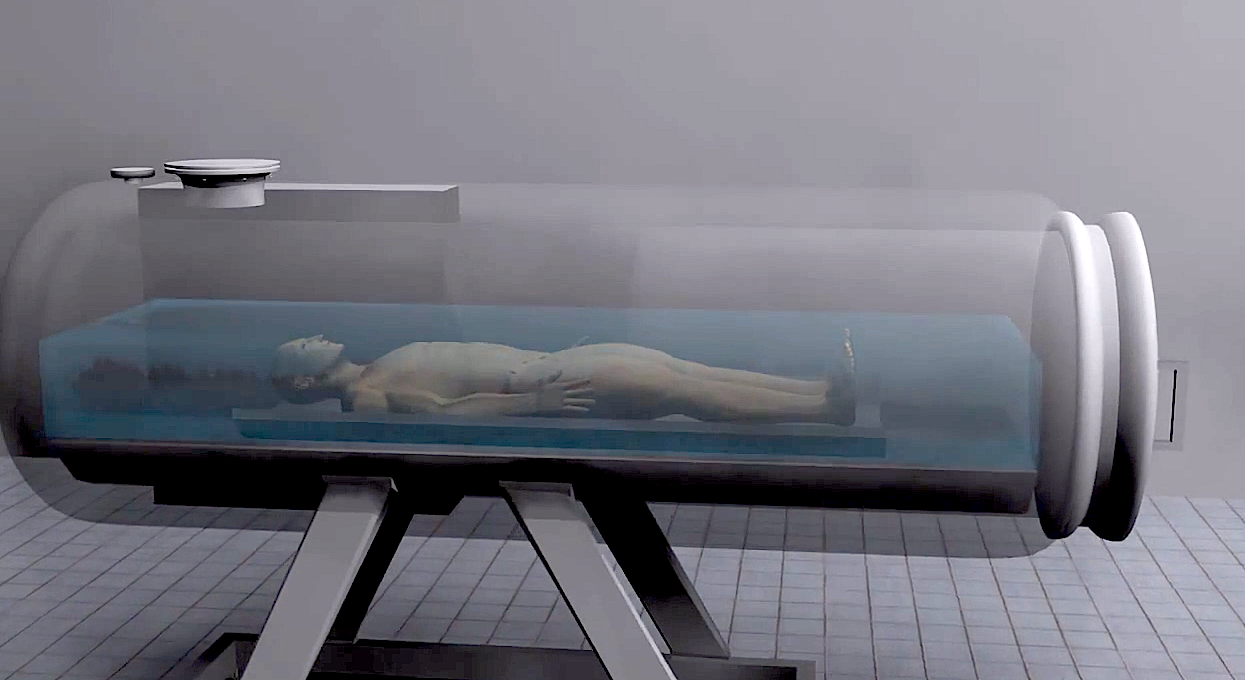
鹼性水解遺體模擬圖片

水葬法（或biocremation、resomation、flameless cremation、water cremation）或稱鹼性水解（英語：Alkaline hydrolysis），是一種處理人類或動物遺體的方式，主要用以替代傳統的土葬或火葬方式。鹼性水解利用特殊設備將遺體浸泡在鹼性的化學液體裡（如氫氧化鉀），經加溫後即可溶解屍體的蛋白質、血液和脂肪，最後留下咖啡色液體和骨骸。咖啡色液體可以直接排放到下水道，骨骸則磨成粉末後交給家屬。原本該技術只是用於處理患上狂牛症的牛群，但隨著人們殯葬觀念的進步和水葬技術的完善，水葬法在2000年代成了一種新興的人類葬法，至2020年，水葬法產生的碳排放量只有火葬的1/4，土葬的1/8，也不會釋放有毒氣體和物質。

## 評價
主要的批評則來自宗教上；此方法被認為不尊重遺體。
維吉尼亞理工大學哲學教授歐森(Phill Olson)形容，「火化好像把親人燒掉，聽起來有點暴力。但是改成水葬，感覺像是給親人泡熱水澡！」

## 人體水葬合法地區

### 美國
美國全國都可以對動物實施水葬，截至2020年有21個州許可人體水葬。
阿拉巴馬州，加利福尼亞州，科羅拉多州，康涅狄格州，佛羅里達州，喬治亞州，愛達荷州，伊利諾伊州，堪薩斯州，緬因州，馬里蘭州，明尼蘇達州，密蘇里州，內華達州，北卡羅來納州，俄勒岡州，田納西州，猶他州，佛蒙特州，華盛頓州，懷俄明州。

### 加拿大
2012年薩克其萬省批准人體水葬
安大略省，魁北克省，薩克其萬省

### 墨西哥
2019年下加利福尼亞州